# Yiacris cyaniptera
Yiacris cyaniptera är en insektsart som beskrevs av Zheng, Z. och Jun Chen 1993. Yiacris cyaniptera ingår i släktet Yiacris och familjen gräshoppor. Inga underarter finns listade i Catalogue of Life.